# 피비 디네버
피비 디네버(Phoebe Dynevor, 1995년 4월 17일 ~ )는 잉글랜드의 배우이다. 넷플릭스 드라마 《브리저튼》의 다프네 브리저튼 역으로 전 세계적으로 이름을 알렸다. BBC 드라마 《워털루 로드》를 통해 아역 배우로서 배우 활동을 시작했다.

## 출연 작품

### 영화
- 더 컬러 룸 (2021) - 클래리스 클리프 역
- 페어플레이 (2023) - 에밀리 역
- 뱅크 오브 데이브 (2023) - 알렉산드라 역
- 리메인 (2026) - 렌 역

### 텔레비전
- 워털루 로드 (2009-10) - 시오반 메일리 역
- 프리즈너스 와이브스 (2012-13) - 로렌 역
- 더 빌리지 (2014) - 피비 런들 역
- 디킨시언 (2015-16) - 마사 크래칫 역
- 스내치 (2017-18) - 로티 못 역
- 영거 (2017-21) - 클레어 역
- 브리저튼 (2020-) - 다프네 브리저튼 역